# Гоутмуун
Goatmoon е финска блек метъл група, основана през 2002 г. в Хелзинки, Финландия.

## Дискография
Студийни албуми
- Death Before Dishonour
- Finnish Steel Storm
- Varjot
- Voitto tai Valhalla
- Stella Polaris